# Mingot
Mingot (okzitanisch Mingòt) ist ein südfranzösischer Ort und eine Gemeinde mit 98 Einwohnern (Stand 1. Januar 2022) im Norden des Départements Hautes-Pyrénées in der Region Okzitanien.

## Lage und Klima
Die Gemeinde Mingot im Pyrenäenvorland in einer Höhe von ungefähr 280 m. Die Stadt Tarbes befindet sich ca. 20 km südwestlich. Das Klima ist gemäßigt bis warm; Regen (ca. 830 mm/Jahr) fällt übers Jahr verteilt.

## Bevölkerungsentwicklung
| Jahr                     | 1800 | 1851 | 1901 | 1954 | 1999 | 2016 |
| ------------------------ | ---- | ---- | ---- | ---- | ---- | ---- |
| Einwohner                | 96   | 78   | 45   | 49   | 69   | 98   |
| Quelle:Cassini und INSEE |      |      |      |      |      |      |

Trotz der durch die Reblauskrise im Weinbau und die zunehmende Mechanisierung der Landwirtschaft vielerorts ausgelösten Landflucht blieb die Einwohnerzahl der Gemeinde zu Beginn des 20. Jahrhunderts stabil. Der leichte Bevölkerungsanstieg seit den 1990er Jahren hängt mit der relativen Nähe zu Großraum Tarbes zusammen.

## Wirtschaft
Die Gemeinde ist nahezu ausschließlich landwirtschaftlich orientiert.

## Geschichte
Der Ortsname wird im 18. Jahrhundert erstmals erwähnt. Seit dem Mittelalter und bis zum Beginn der Französischen Revolution gehörte die Gemeinde zur historischen Provinz Bigorre.

## Sehenswürdigkeiten
Die vom örtlichen Friedhof umgebene und im ausgehenden 19. Jahrhundert an der Stelle eines mittelalterlichen Vorgängerbaus erbaute Église Saint-Jean-l’Evangéliste ist dem Evangelist Johannes geweiht. Der die schmucklose Fassade überhöhende Glockengiebel (clocher mur) ist zum Schutz der Glocken von einem kleinen Satteldach bedeckt.

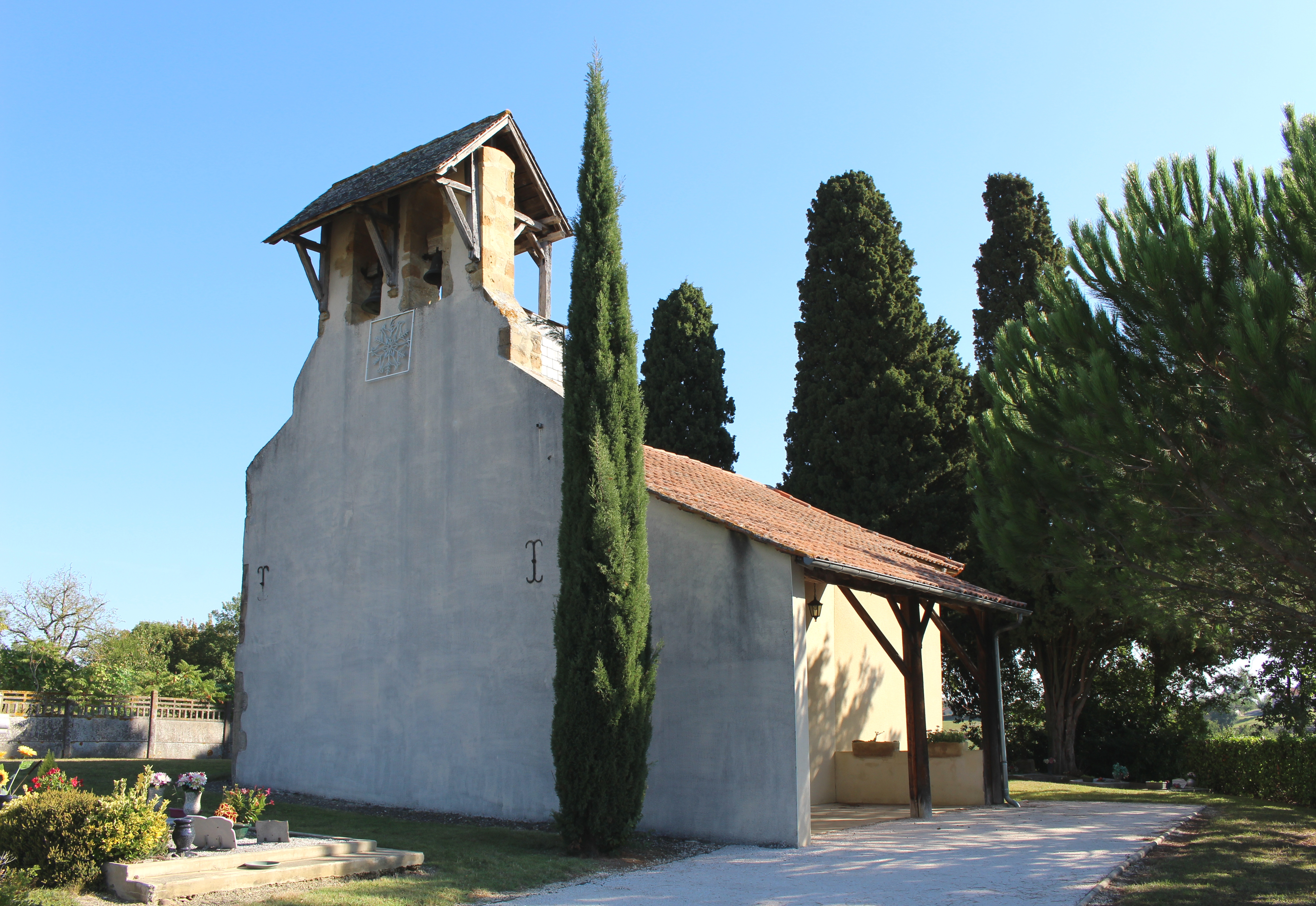
Mingot – Église Saint-Jean-l’Evangéliste